# 4. ročník udílení Cen Sdružení filmových a televizních herců
4. ročník udílení Cen Sdružení filmových a televizních herců se konal 8. března 1998 ve Shrine Auditorium v Los Angeles v Kalifornii. Ocenění se předalo nejlepším filmovým a televizním vystoupením v roce 1997. Nominace oznámili dne 27. ledna 1998 Melissa Joan Hart a David Paymer. Ceremoniál vysílala stanice TNT. Speciální cenu získala Elizabeth Taylor.

## Vítězové a nominovaní
Tučně jsou označeni vítězové.

### Film
| Nejlepší mužský herecký výkon v hlavní roli | Nejlepší ženský herecký výkon v hlavní roli |
| --- | --- |
| - Jack Nicholson jako Melvin Udall – Lepší už to nebude - Matt Damon jako Will Hunting – Dobrý Will Hunting - Robert Duvall jako Euliss Dewey – Apoštol - Peter Fonda jako Ulee Jackson – Uleeovo zlato - Dustin Hoffman jako Stanley Motss – Vrtěti psem | - Helen Hunt jako Carol Connelly – Lepší už to nebude - Helena Bonham Carter jako Kate Croy – Křídla vášně - Judi Dench jako královna Victoria – Paní Brownová - Pam Grier jako Jackie Brown – Jackie Brownová - Kate Winslet jako Rose DeWitt Bukater – Titanic - Robin Wright jako Maureen Murphy Quinn – Jak ta je úžasná |
| Nejlepší mužský herecký výkon ve vedlejší roli | Nejlepší ženský herecký výkon ve vedlejší roli |
| - Robin Williams jako Dr. Sean Maguire – Dobrý Will Hunting - Billy Connolly jako John Brown – Paní Brownová - Anthony Hopkins jako John Quincy Adams – Amistad - Greg Kinnear jako Simon Bishop – Lepší už to nebude - Burt Reynolds jako Jack Horner – Hříšné noci | - Kim Basinger jako Lynn Bracken – L. A. - Přísně tajné (REMÍZA) - Gloria Stuart jako starší Rose – Titanic (REMÍZA) - Minnie Driver jako Skylar – Dobrý Will Hunting - Alison Elliott jako Milly Theale – Křídla vášně - Julianne Moore jako Amber Waves – Hříšné noci                                                      |
| Nejlepší obsazení ve filmu | |
| - Do naha! – Mark Addy, Paul Barber, Robert Carlyle, Deirdre Costello, Steve Huison, Bruce Jones, Lesley Sharp, William Snape, Hugo Speer, Tom Wilkinson a Emily Woof - Hříšné noci – Don Cheadle, Heather Graham, Luis Guzmán, Philip Baker Hall, Philip Seymour Hoffman, Thomas Jane, Ricky Jay, William H. Macy, Alfred Molina, Julianne Moore, Nicole Ari Parker, John C. Reilly, Burt Reynolds, Robert Ridgely, Mark Wahlberg a Melora Walters - Dobrý Will Hunting – Ben Affleck, Matt Damon, Minnie Driver, Stellan Skarsgård a Robin Williams - L. A. - Přísně tajné – Kim Basinger, James Cromwell, Russell Crowe, Danny DeVito, Guy Pearce, Kevin Spacey a David Strathairn - Titanic – Suzy Amis, Kathy Bates, Leonardo DiCaprio, Francis Fisher, Bernard Fox, Victor Garber, Bernard Hill, Jonathan Hyde, Danny Nucci, Bill Paxton, Gloria Stuart, David Warner, Kate Winslet a Billy Zane | |

### Televize
| Nejlepší mužský herecký výkon v seriálu (drama) | Nejlepší ženský herecký výkon v seriálu (drama) |
| --- | --- |
| - Anthony Edwards jako Mark Greene – Pohotovost - Dennis Franz jako Andy Sipowicz – Policie New York - David Duchovny jako Fox Mulder – Akta X - Jimmy Smits jako Bobby Simone –Policie New York - Sam Waterson jako Jack McCoy – Zákon a pořádek | - Julianna Margulies jako Carol Hathaway – Pohotovost - Gillian Anderson jako Dana Scully – Akta X - Kim Delaney jako Diane Russell – Policie New York - Christine Lahti jako Kathryn Austin – Nemocnice Chicago Hope - Della Reese jako Tess – Dotek anděla                                     |
| Nejlepší mužský herecký výkon v seriálu (komedie) | Nejlepší ženský herecký výkon v seriálu (komedie) |
| - John Lithgow jako Dick Solomon – Takoví normální mimozemšťané - Kelsey Grammer jako Frasier Crane – Frasier - David Hyde Pierce jako Niles Crane – Frasier - Jason Alexander jako George Constanza – Show Jerryho Seinfelda - Michael Richards jako Cosmo Kramer – Show Jerryho Seinfelda | - Julia Louis-Dreyfus jako Elaine Benes – Show Jerryho Seinfelda - Calista Flockhart jako Ally McBeal – Ally McBealová - Kirstie Alleyová jako Veronica Chase – Veroničiny svůdnosti - Ellen DeGeneres jako Ellen Morgan – Ellen - Helen Hunt jako Jamie Buchman – Jsem do tebe blázen           |
| Nejlepší mužský herecký výkon v minisérii nebo TV filmu | Nejlepší ženský herecký výkon v minisérii nebo TV filmu |
| - Gary Sinise jako George Wallace – George Wallace - Jack Lemmon jako porotce č. 8 – Dvanáct rozhněvaných mužů - Sidney Poitier jako Nelson Mandela – Mandela and de Klerk - Ving Rhames jako Don King – Don King: Jenom v Americe - George C. Scott jako porotce č. 3– Dvanáct rozhněvaných mužů | - Alfre Woodard jako Eunice Rivers Laurie – Miss Evers' Boys - Glenn Close jako Janet – Za soumraku - Faye Dunawayová jako Phyllis Gold– Soumrak rodiny Goldových - Sigourney Weaver jako Lady Claudia Hoffman – Sněhurka - Příběh hrůzy - Mare Winningham jako Lurleen Wallace – George Wallace |
| Nejlepší obsazení (drama) | |
| - Pohotovost –Maria Bello, George Clooney, Anthony Edwards, Laura Innes, Alex Kingston, Eriq La Salle, Julianna Margulies, Gloria Reuben a Noah Wyle - Zákon a pořádek – Benjamin Bratt, Steven Hill, Carey Lowell, S. Epatha Merkerson, Jerry Orbach a Sam Waterson - Policie New York – Gordon Clapp, Kim Delaney, Dennis Franz, James McDaniel, Jimmy Smits, Andrea Thompson a Nicholas Turturro - Akta X – Gillian Anderson, William B. Davis, David Duchovny a Mitch Pileggi - Nemocnice Chicago Hope – Adam Arkin, Peter Berg, Jayne Brook, Rocky Carroll, Vondie Curtis-Hall, Stacy Edwards, Hector Elizondo, Mark Harmon a Christine Lahti | |
| Nejlepší obsazení (komedie) | |
| - Show Jerryho Seinfelda – Jason Alexander, Julia Louis-Dreyfus, Michael Richards a Jerry Seinfeld - Ally McBealová – Gil Bellows, Lisa Nicole Carson, Calista Flockhart, Greg Germann, Jane Krakowski a Courtney Thorne-Smith - Takoví normální mimozemšťané – Jane Curtin, Joseph Gordon-Levitt, Kristen Johnston, Simbi Khali, Wayne Knight, John Lithgow, French Stewart a Elmarie Wendel - Frasier – Dan Butler, Peri Gilpin, Kelsey Grammer, Jane Leeves, John Mahoney a David Hyde Pierce - Jsem do tebe blázen – Robin Bartlett, Cynthia Harris, Helen Hunt, Leila Kenzle, John Pankow, Paul Reiser a Louis Zorich                         | |